# Juan Marén
Juan Marén (né le 20 mars 1971 à Santiago de Cuba) est un lutteur cubain spécialiste de la lutte gréco-romaine. 
Il participe à trois éditions des Jeux olympiques (1992, 1996 et 2000) et y remporte trois médailles (deux en argent et une en bronze) dans la catégorie des poids plumes.

## Palmarès

### Jeux olympiques
- Jeux olympiques de 1992 à Barcelone,  Espagne
  -  Médaille de bronze

- Jeux olympiques de 1996 à Atlanta,  États-Unis
  -  Médaille d'argent

- Jeux olympiques de 2000 à Sydney,  Australie
  -  Médaille d'argent